# Homaliadelphus
Homaliadelphus là một chi rêu trong họ Neckeraceae.